# San Sossio Baronia
San Sossio Baronia là một đô thị (commune) thuộc tỉnh Avellino trong vùng Campania của Ý. San Sossio Baronia có diện tích km2, dân số là người (thời điểm ngày). 